# スコット・ハルバースタッド
スコット・ハルバースタッド（Scott Halberstadt、1976年8月17日 - ）は、アメリカ合衆国の俳優。

## 出演作品
- スモーキン・エース／暗殺者がいっぱい
- 堕ちた弁護士 -ニック・フォーリン- シーズン2